# Люк Евънс
Люк Евънс (на английски: Luke Evans) е уелски актьор и певец. Известни филми с негово участие са „Сблъсъкът на титаните“, „Тримата мускетари“ (2011), „Войната на боговете“, „Бързи и яростни 6“, „Хобит: Пущинакът на Смог“, „Дракула: Неразказан“, „Хобит: Битката на петте армии“ и други.

## Биография
Люк Евънс е роден на 15 април 1979 г. в Понтъпул, Уелс, но израства в Абербаргойд. Люк е единствено дете в семейството на Дейвид и Ивон Евънс. Баща му е строител, а майка му е домакиня. Родителите му са последователи на религиозното движение Свидетели на Йехова.
Когато е на седемнадесет години се премества да живее в Кардиф, където учи пеене при известния учител по музика Луис Райън. През 1997 г. се записва да учи в „The London Studio Centre“. Дипломира се през 2000 г. и започва кариерата си с роли в различни театрални постановки.
Евънс е гей. През 2002 г. докато играе в театъра, в интервю казва „докато живеех в Лондон всички знаеха, че съм гей, никога не съм се опитвал да го крия“, но след като започва филмовата си кариера започва да крие сексуалната си ориентация. През 2014 г. заявява, че не крие хомосексуалността си, но предпочита да не я обсъжда в медиите.

## Кариера
Евънс започва кариерата си като професионален актьор на сцената, играейки в много продукции на лондонския Уест Енд, като мюзикълите „Наем“ и „Мис Сайгон“ и пиесата „Пиаф“ преди да направи своя пробив в Холивуд в ролята на Аполон във филма от 2010 г. „Сблъсъкът на титаните“. След това, Евънс играе в екшъни и трилъри като „Войната на боговете“ (2011), „Гарванът“ (2012) и „Тримата мускетари“ (2011), в който играе Арамис.
През 2013 г. Евънс играе основният антагонист в блокбъстъра „Бързи и яростни 6“ и също Бард Стрелеца във втория филм от адаптацията на Питър Джаксън на „Хобитът“ на Джон Р. Р. Толкин. Евънс играе вампира Дракула във филмовата история за произхода на героя „Дракула: Неразказан“, и му е дадена главната роля римейка на филма от 1994 г. „Гарванът“.
Люк е номиниран за награда в категория „изключителен актьор в минисериал“ за ролята си в минисериала „The Great Train Robbery“ на телевизионния фестивал в Монте Карло и за награда в категория „най-добър актьорски състав“ за филма „Бързи и яростни 6“ на филмовия фестивал в Акапулко.

## Частична филмография
- 2010 – „Сблъсъкът на титаните“ (Clash of the Titans)
- 2010 – „Робин Худ“ (Robin Hood)
- 2011 – „Блиц“ (Blitz)
- 2011 – „Тримата мускетари“ (The Three Musketeers)
- 2011 – „Войната на боговете“ (Immortals)
- 2012 – „Гарванът“ (The Raven)
- 2012 – „Без оцелели“ (No One Lives)
- 2013 – „Бързи и яростни 6“ (Fast & Furious 6)
- 2013 – „Хобит: Пущинакът на Смог“ (The Hobbit: The Desolation of Smaug)
- 2014 – „Дракула: Неразказан“ (Dracula Untold)
- 2014 – „Хобит: Битката на петте армии“ (The Hobbit: The Battle of the Five Armies)
- 2016 – „Момичето от влака“ (The Girl on the Train)
- 2017 – „Красавицата и звярът“ (Beauty and the Beast)
- 2017 – „Бързи и яростни 8“ (The Fate of the Furious)
- 2017 – „Професор Марстън и Жените чудо“ (Professor Marston and the Wonder Women)